# Luzifer

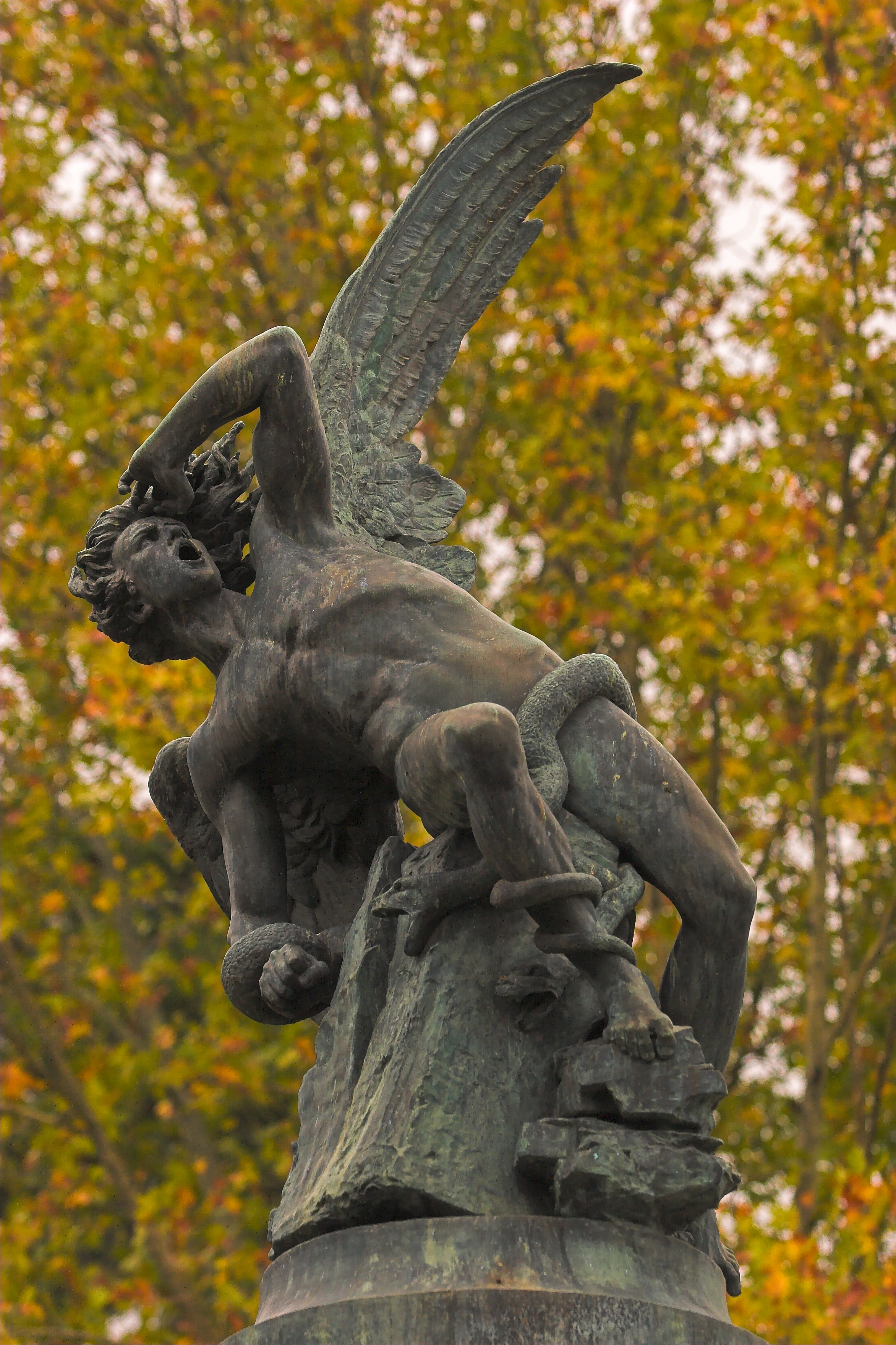
Brunnen des gefallenen Engels, Retiro-Park (Madrid, Spain)

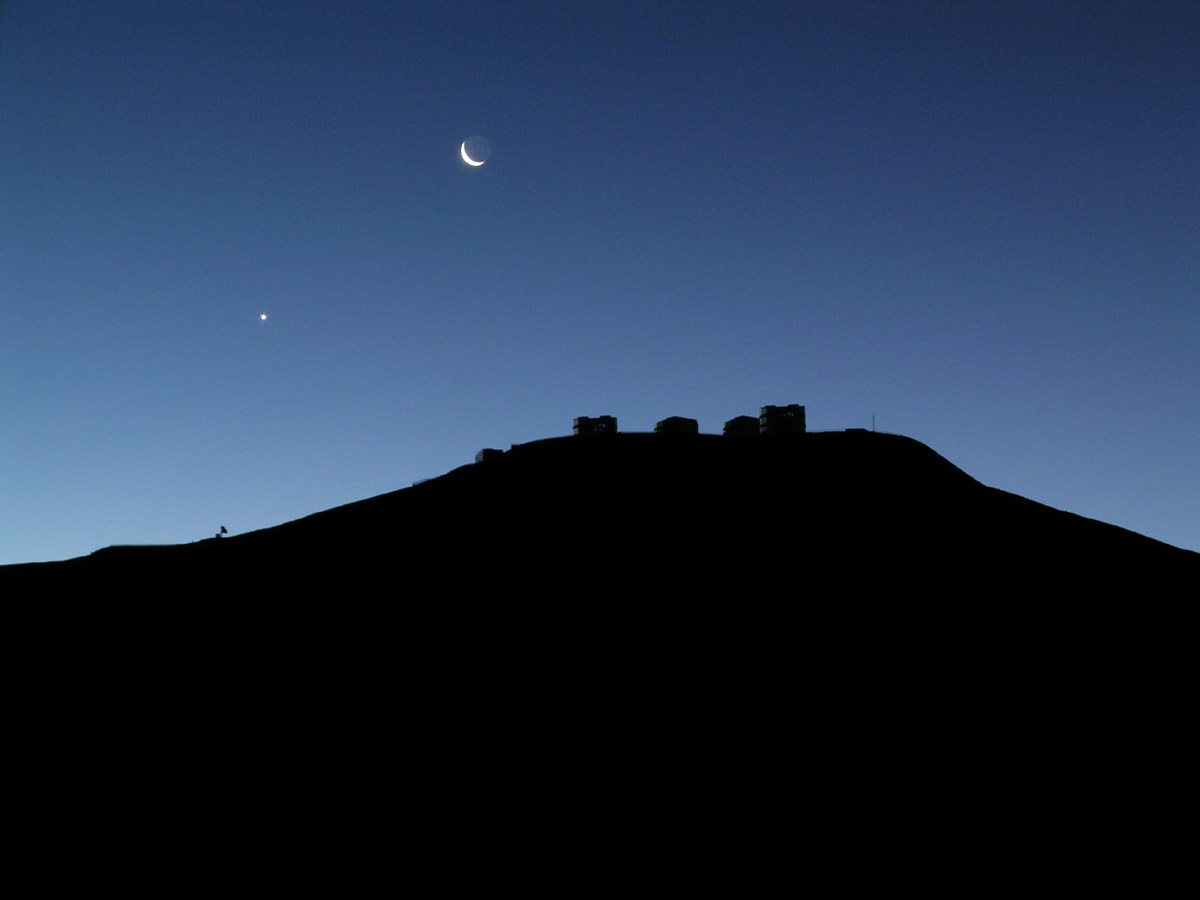
Der Morgenstern Venus (links unterhalb des Mondes)

Luzifer, auch Lucifer, ist der lateinische Name des Morgensterns (Venus). Wörtlich übersetzt bedeutet er „Lichtträger“ (zu lateinisch lux, ‚Licht‘ und ferre, ‚tragen, bringen‘). Im Christentum gilt Luzifer als Name eines Engels, der gegen Gott rebellierte, um sich ihm gleichzumachen, und daraufhin aus dem Himmel verbannt wurde. Daraufhin wurde Luzifer zum Gegenspieler Gottes, Urheber des Bösen und mit dem Teufel gleichgesetzt. Nach manchen häretischen Bewegungen, wie den Bogomilen und Katharern, habe Luzifer daraufhin sein eigenes Reich gegründet, welches in der Schöpfung der Welt resultierte. In der Belletristik taucht Luzifer häufig als Herrscher in der Hölle auf.

## Römische Mythologie
In der römischen Mythologie wurde Luzifer als poetische Bezeichnung für den Morgenstern, also den Planeten Venus verwendet. Es handelt sich hierbei um die wörtliche Übersetzung der griechischen Ausdrücke Φωσφόρος Phosphóros („Lichtträger“, „Lichtbringer“) bzw. Έωσφόρος Eosphóros („Bringer der Morgenröte“), die etwa in Homers Odyssee oder Hesiods Theogonie auftauchten. Luzifer wird auch mit der Göttin Venus in Verbindung gebracht.

## Christentum

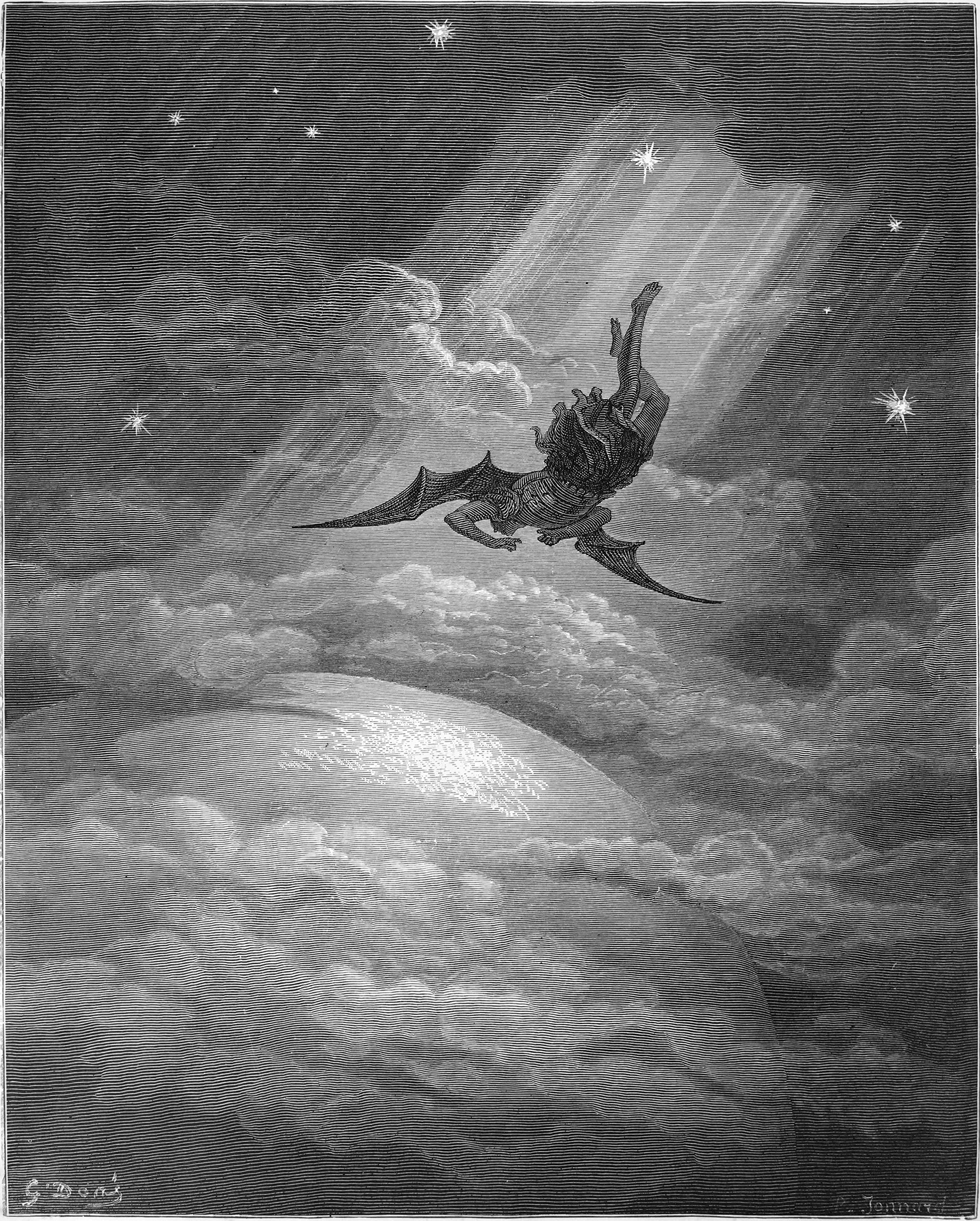
Sturz des Luzifer, Illustration von Gustave Doré, 1865

Der babylonische/hebräische Mythos eines aufsteigenden Sterns, als Verkörperung eines himmlischen Wesens, der für seinen Versuch, in die höheren Ebenen der Götter aufzusteigen, hinabgestürzt wird, findet sich in der Bibel in der Form eines Spottliedes vom Hochmut des „Königs von Babel“ (Jes. 14) wieder. Erst im Christentum wurde dieser als gefallener Engel interpretiert. Der Engelsfallmythos ist allerdings vorchristlichen Ursprungs und taucht in der apokalyptischen Literatur auf. In Leben Adams und Evas (Kap. 14–16) ist es der Satan, der sich weigert, sich vor dem neu erschaffenen Adam zu verneigen. In der griechischen Bibelübersetzung durch jüdische Gelehrte wurde die hebräische Bezeichnung für den Morgenstern Helel bereits mit Φωσφόρος Phosphoros wiedergegeben. Aquila leitet das Wort helel vom Verb yalal (lamentieren) ab. Diese Ableitung wurde teilweise als Eigenname eines gefallenen Engels übernommen, der seinen einstigen Glanz, der dem des Morgensternes glich, lamentiert. Die christlichen Kirchenväter – etwa Hieronymus in seiner Vulgata – übersetzten dies mit Lucifer. Die Gleichsetzung des Luzifer mit dem gefallenen Engel erfolgte wohl im palästinischen Judentum des 1. Jahrhunderts. Der Engelsfallmythos unterlag dabei einer Veränderung: Während in den Apokryphen die Verfehlung Satans nach unten hin (in Bezug auf die Geschehnisse der Erde) erfolgt, richtet sich Luzifers Verfehlung nach oben hin (Luzifer wollte wie Gott sein).

Mit dem Satan/Teufel brachten die Kirchenväter den gestürzten Lichtbringer Luzifer auf der Grundlage eines Ausspruches Jesu im Lukasevangelium (10,18 ) in Verbindung: „Ich sah den Satan vom Himmel fallen wie einen Blitz“. Im Proömium seiner Schrift De principiis und in einer Homilie über das Buch XII verglich der christliche Gelehrte Origenes den Morgenstern Eosphoros-Luzifer – wahrscheinlich gestützt auf die Schrift Leben Adams und Evas – mit dem Teufel bzw. Satan. Im Zusammenhang mit der im Christentum aufkommenden Engellehre vertrat Origenes die Ansicht, dass der ursprünglich mit Phaeton verwechselte Helal-Eosphoros-Luzifer, nachdem er sich Gott gleichzustellen versuchte, als himmlischer Geist in den Abgrund stürzte. Cyprian (um 400), Ambrosius (um 340–397) und einige andere Kirchenväter schlossen sich im Wesentlichen dieser dem hellenistischen Mythos entlehnten Auffassung an. Die Kirchenväter Hieronymus, Cyrillus von Alexandrien (412–444) und Eusebius (um 260–340) sahen demgegenüber in der Prophezeiung des Jesaja nur das mystifizierte Ende eines babylonischen Königs. Diesen irdischen Sturz eines heidnischen Königs von Babylon betrachteten sie als deutlichen Hinweis auf den himmlischen Sturz Satans.

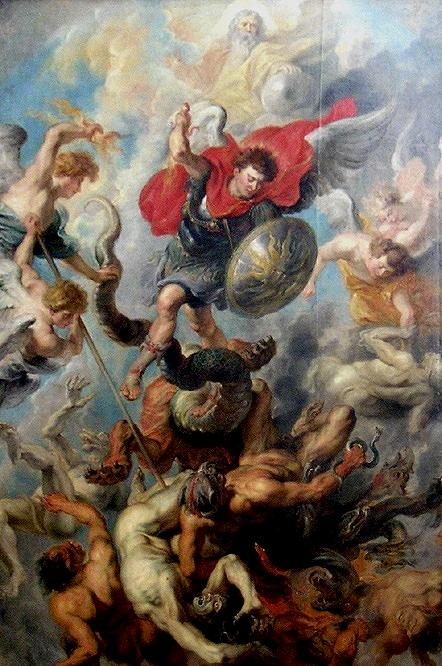
Höllensturz durch den Erzengel Michael, Gemälde von Peter Paul Rubens, ca. 1620

Im Mittelalter wurde „Luzifer“ schließlich durch die Kombination von Jesaja 14,12  (Sturz des Sohnes der Morgenröte) mit der Stelle im Lukasevangelium (Sturz Satans) auch im allgemeinen kirchlichen Sprachgebrauch zum Synonym für den Teufel oder den Satan. Im Brauchtum und in der Literatur wird gelegentlich auch zwischen Luzifer, dem Höllenfürsten und Satan als seinem Henker unterschieden. Auch Peter Binsfeld unterscheidet zwischen dem Satan als dem Dämon des Zorns und Luzifer als Dämon des Hochmuts. Superbia hält sich in der mittelalterlichen Tradition als Merkmal Luzifers, die sich in dem Bestreben nach Gottgleichheit äußert. Wie sich jenes Bestreben geäußert hat, wird von mittelalterlichen Theologen unterschiedlich beurteilt. Als ein rationales Geschöpf (Engel) könne Luzifer nach Anselm von Canterbury nur das Gute gewollt haben. Das Streben nach Gottgleichheit sei im Sinne Gottes, und daher keine Sünde. Die Sünde bestehe stattdessen darin, dass Luzifer die Gottgleichheit in „ungeordneter Weise“ (inordinate), nach eigenem Ermessen erstrebte, indem er sich Gott nicht unterordnen wollte.

## Bei den Katharern
In manchen gnostischen Systemen wurde der „erstgeborene Sohn Gottes“ als Satanael bezeichnet. Bei den Bogumilen und Euchiten hieß der „Erstgeborene“ Luzifer-Satanael. Für die Katharer war Luzifer zusammen mit Jesus Christus die erste Emanation des höchsten Gottes. Im Weltbild der Katharer, in dem die ganze irdische Welt als Reich des bösen Luzifers und der Hölle angesehen wurde, kam es zum irdischen Fall der Engel, weil der von Neid erfüllte Luzifer als Lichtengel in einer als statisch angenommenen ursprünglichen Welt durch den Glanz seiner Schönheit die dortigen Himmelsbewohner zum Teil verführte, was der gute Gott dieser himmlischen Sphäre jedoch zuließ. Nach Ansicht der Katharer war die Ursache der Sündhaftigkeit ein Verführungszwang, weil sie die Entstehung der Sünde der ursprünglich guten Geister auf die Verführung des bösen Urwesens durch Ausschaltung der freien Willenskraft zurückführten.
Die Bogumilen, Katharer und andere Glaubensgemeinschaften, die Lehren der von Luzifer erschaffenen Welt folgten, wurden von der katholischen Kirche wiederholt als Teufelsanbeter oder Luziferianer bezeichnet. Der Grund der Identifizierung Luzifers mit dem Weltenschöpfer unterliegt allerdings nicht der Annahme, dass es sich bei Luzifer um den wahren Gott, sondern es sich bei der Welt um eine intrinsisch schlechte Schöpfung handelt. Demnach vertraten sie wiederum die Auffassung, dass die katholische Kirche mit dem Glauben an den Schöpfergott, die eigentliche Teufelsverehrung lehrten. Die Kreuzigung Christi sei eigentlich ein Versuch des Teufels gewesen, Jesus zu vernichten. Das Kruzifix wurde somit als Symbol Luzifers interpretiert.

## Ähnliche Figuren
Das Motiv, dass ein Wesen den Göttern das Feuer stiehlt und den Menschen bringt, gegen die Götter rebelliert, bei ihnen in Ungnade fällt, beziehungsweise aus ihrem Reich verbannt wird, ist in mehreren Religionen zu finden. Entsprechend wird Luzifer mit dem Prometheus der griechischen Mythologie verglichen. Auch die Gottheit der nordischen Mythologie Loki wurde häufig mit Luzifer oder dem Teufel verglichen. Die Forschung stellte wiederholt die These auf, dass Loki die zum Christentum äquivalente Teufelsfigur innerhalb der nordischen Mythologie sei. Man vermutete einst eine mögliche Herleitung des Namens Loki von „Lucifer“ oder einen gemeinsamen Ursprung beider Namen. Diese gilt aber als widerlegt.  Viele Eigenschaften, die für moralisch verwerflich gehalten werden, lassen sich auch bei Odin finden und reduzieren die ambivalente Natur Lokis auf seine schädlichen Taten. Die Gleichsetzung dieser Figuren ist wohl ein Produkt der modernen Zeit. Es sind keine synkretischen Primärquellen bekannt, die Loki mit dem Teufel oder dem Satan gleichstellen. Es gibt allerdings andere Figuren, wie die Midgardschlange, die als Satan bezeichnet werden, weshalb eine ursprüngliche Identifikation Luzifers mit Loki unwahrscheinlich ist. In einer Übersetzung von Rumis Masnawī wird ʿAzāzīl, der gefallene Engel in der islamischen Tradition, als Luzifer wiedergegeben. Für seine Unverschämtheit wurde er in die Hölle verbannt und nach seinem Fall ändert sich sein Name zu Satan oder Iblīs.

## Als Figur in Literatur, Musik und Film (Auswahl)

### Klassische Literatur

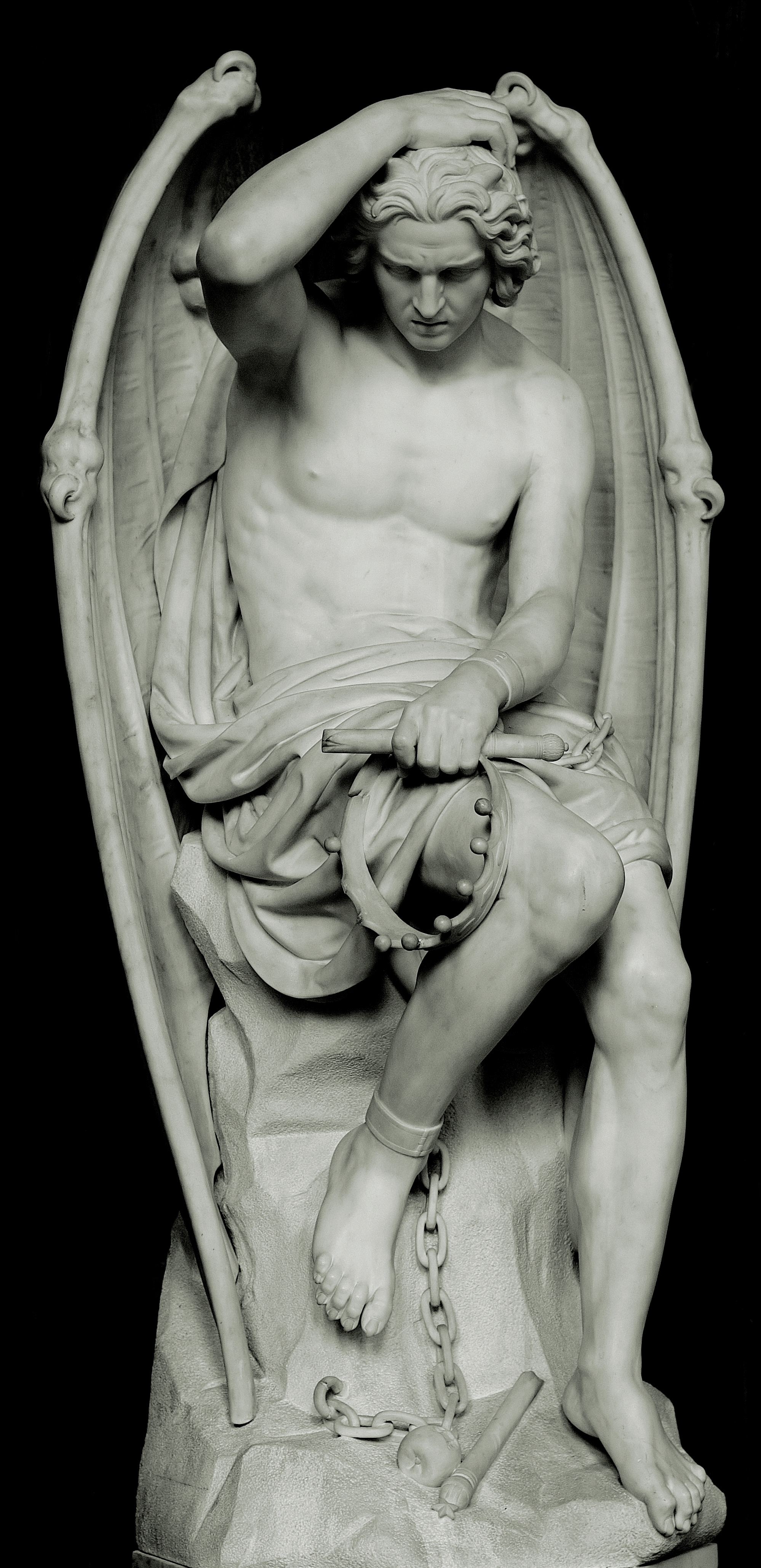
Le génie du mal. Skulptur von Guillaume Geefs aus dem Jahr 1848 in der Kathedrale St. Paul von Lüttich

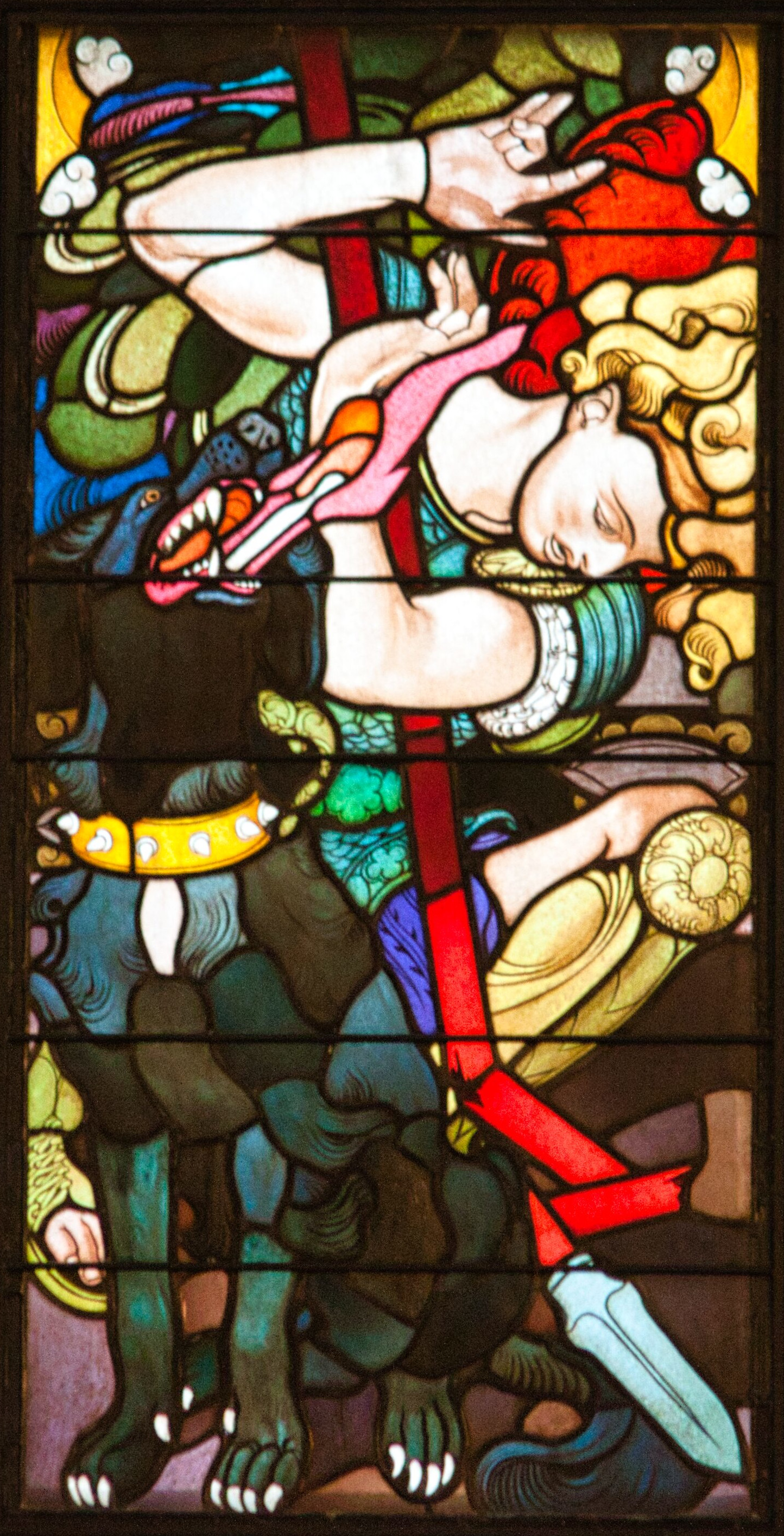
Besiegter Luzifer, Teil der Jugendstilfenster von Józef Mehoffer in der Kathedrale St. Nikolaus in Freiburg i. Üe.

- Doktor Faustus (1604) und Lucifer (1654)

Luzifer taucht als Figur in dramatischen Werken wie Christopher Marlowes Tragical History of Doctor Faustus von 1604 (siehe dazu auch Goethes Faust) oder Joost van den Vondels Lucifer von 1654 auf.
- Paradise Lost (1667)

In seinem Versepos Paradise Lost (1667) zeigt John Milton Luzifer – den er dort „Satan“ nennt und somit mit diesem gleichsetzt – als stolzen, ehrgeizigen Engel, der sich nach seiner Auflehnung gegen Gott gestürzt in der Hölle wiederfindet. Dort übernimmt er die Leitung („Better to reign in Hell than serve in Heav’n“) und setzt, von Mammon und Beelzebub unterstützt, erfolgreich seine rhetorischen und organisatorischen Fähigkeiten ein. Später betritt er den Garten Eden, um dort in Gestalt der Schlange Adam und Eva zu verführen, vom Baum der Erkenntnis zu essen.
- Der Zauberberg (1924)

In Thomas Manns Roman Der Zauberberg (1924) verehrt ihn der der Aufklärung verpflichtete Settembrini als Lichtbringer, als „sforza vindice della ragione“.
- Göttliche Komödie (1265–1321)

In Dante Alighieris Göttliche Komödie befindet sich Luzifer im neunten Kreis der Hölle, in dem die Verräter ihre Höllenqualen erdulden.

### Klassische Musik
Der Komponist Johann Strauss (Sohn) schrieb 1862 für den Faschingsball der Wiener Künstlervereinigung Hesperus eine Luzifer-Polka op. 266.
Luzifer ist eine der Hauptfiguren in Karlheinz Stockhausens Opernzyklus Licht, der zwischen 1977 und 2003 entstand.

### Moderne Literatur
In der 1969 veröffentlichten Satanischen Bibel von Anton Szandor LaVey, der als Begründer des „modernen“ Satanismus gilt, erscheint Luzifer als einer der vier Kronprinzen der Hölle, weshalb eines der vier Kapitel seinen Namen trägt (Das Buch Luzifer). Als Herr des Ostens und des Elements Luft fungiert er als „Lichtbringer“ und steht für Intellektualität und Aufklärung. Der rumänische Dichter Mihai Eminescu schrieb 1883 ein Gedicht Luceafărul, in der Luzifer als Abendstern besungen wird.
Daneben war Luzifer vielfach Gegenstand insbesondere angloamerikanischer Literatur, so etwa in Miguel Serranos Nos, Book of the Resurrection von 1980, in Arthur C. Clarkes Space Odyssey (1968–97), in Steven Brusts Fantasy-Roman To Reign in Hell (1984), in Neil Gaimans Sandman-Erzählungen (1988–96), in Mike Careys Comic-Serie Lucifer (seit 1999), in Catherine Webbs Erzählungen Waywalkers (2003) und Timekeepers (2004) sowie in den Romantrilogien His Dark Materials (1995–2000) von Philip Pullman, Lycidas (2004–06) von Christoph Marzi und Order of the Sanguines Trilogy (2012–15) von James Rollins.

### Rock- und Popmusik
Auch in Werken der Rockmusik tritt Luzifer auf, etwa als Ich-Erzähler in Sympathy for the Devil der Rolling Stones von 1968 oder im Lied N.I.B. von Black Sabbath, als Siamkatze in Pink Floyds Lucifer Sam, als Titel des instrumentalen Hits Lucifer von The Alan Parsons Project (1979), ebenso wie in den Liedern Father Lucifer von Tori Amos (1996), Lucifer von XOV (2015) oder im Bandnamen Lucifer’s Friend. In Liedern der polnischen Metal-Band Behemoth wird Luzifer ebenfalls thematisiert. Auf dem Konzeptalbum Arcane Rain Fell von Draconian (2005) tritt Luzifer ebenfalls als Ich-Erzähler auf. Die koreanische Popgruppe Shinee, veröffentlichte 2010 ihr Album Lucifer. Der Name der norwegischen Rockband Gluecifer setzt sich aus den Worten Luzifer bzw. Lucifer und glue (engl. für Leim) zusammen.

### Film
Erwähnenswerten Einfluss auf die Popkultur hatte der halbstündige Experimentalfilm Lucifer Rising (1966/70/82) von Kenneth Anger, dessen collagenhafte Bildsprache unter anderem stilprägend für spätere Musikvideos war.
Ebenso erscheint er in Filmen wie Ghost Rider (2007), Die neun Pforten (1999), God’s Army – Die letzte Schlacht (1995), Angel Heart (1987), Constantine (2005), Im Auftrag des Teufels (1997), Der Exorzismus von Emily Rose (2005) oder Little Nicky (2000) und wird in den Serien Supernatural (2005), Reaper (2007), Shadowhunters (2016), Lucifer (2016), Chilling Adventures of Sabrina (2018) und Sandman (2022) als Teufel dargestellt.

### Comic
Die Comicserie Luzian Engelhardt von Dirk Seliger und Jan Suski handelt davon, wie es den Teufel zu Fortbildungszwecken auf die Erde verschlägt, wo er sich unter anderem eine bürgerliche Existenz aufbaut.

## In der Anthroposophie
Luzifer spielt auch in der Anthroposophie Rudolf Steiners eine bedeutende Rolle. Dort wird er neben Ahriman und den Asuras als eine der geistigen Widersachermächte beschrieben, mit denen sich die Menschheit auseinandersetzen müsse. Luzifer wird charakterisiert mit den Kräften des Bewegten, aber auch Auflösenden, Ahriman mit denen des Strukturierenden, aber auch Verhärtenden.